# Buen
Buen består af fire bygninger der ligger i forlængelse af hinanden i det centrale København på Vester Farimagsgade. Buen blev opført i 1952-1956 som en erhvervsejendom med butikker og kontorer. I dag består Buen udelukkende af erhvervslejemål fordelt på 29.000 etagekvadratmeter. Cirka samme størrelse som Axelborg, der ligger lige ved siden af. Buen ejes af  Landbrug & Fødevarer (før Landbrugsraadet).

## Arkitektur
Det er arkitekterne Ib Lunding, Thorvald Dreyer, Ole Hagen og Allan Christiansen der stod bag design og udformningen af bebyggelsen. 
I bebyggelsen indgår den 10 etager høje bygning, der strækker sig tværs over Vester Farimagsgade, og som samtidig efterlader sig et kæmpe buet hul hvorigennem cyklister, bilister og fodgængere kan passere. I bebyggelsen indgår også de to længer langs Vester Farimagsgade samt den lave bygning lige over for Københavns Hovedbanegård. 

## Renovering
I 2005 fik Ejendommen Buen en stor renovering til ca. 40 mio. kr. En ny renovation skulle være med til at fastholde lejerne. Facaderenoveringen gik i gang i september 2005 og blev afsluttet i udgangen af 2006.
Bygningen blev malet i nye farver og rettet en række betonskader. Det indvendige af bygningen blev også renoveret med nye farver på trappeopgangene, ny teknik i elevatorerne, nye toiletter m.m.